# Сельское поселение «Закультинское»
Се́льское поселе́ние «Закультинское» — муниципальное образование в Хилокском районе Забайкальского края Российской Федерации.
Административный центр — село Закульта.

## География
Поселение расположено в западной части Хилокского района. Занимает площадь 918,5 км².

## История
Статус и границы сельского поселения установлены Законом Читинской области от 19 мая 2004 года «Об установлении границ, наименований вновь образованных муниципальных образований и наделении их статусом сельского, городского поселения в Читинской области».

## Население
| 2010 | 2011 | 2012 | 2013 | 2014 | 2015 | 2016 |
| ---- | ---- | ---- | ---- | ---- | ---- | ---- |
| 828  | ↘824 | ↘810 | ↘780 | ↘766 | ↘757 | ↘740 |
| 2017 | 2018 | 2019 | 2020 | 2021 |      |      |
| ↘733 | ↘706 | ↘704 | ↘689 | ↘516 |      |      |

## Состав сельского поселения
| № | Населённый пункт | Тип населённого пункта       | Население |
| - | ---------------- | ---------------------------- | --------- |
| 1 | Закульта         | село, административный центр | ↘373      |
| 2 | Мухор-Шибирка    | село                         | →2        |
| 3 | Ушоты            | село                         | ↘163      |
| 4 | Шиля             | село                         | ↘150      |